# Piper quintuplinervium
Piper quintuplinervium är en pepparväxtart som beskrevs av C. Dc.. Piper quintuplinervium ingår i släktet Piper och familjen pepparväxter. Inga underarter finns listade i Catalogue of Life.